# Plutothrix minutissima
Plutothrix minutissima är en stekelart som beskrevs av Meunier 1905. Plutothrix minutissima ingår i släktet Plutothrix och familjen puppglanssteklar.
Artens utbredningsområde är Tanzania. Inga underarter finns listade i Catalogue of Life.